# Cassiano (cantautore)
Cassiano, pseudonimo di Genival Cassiano dos Santos (Campina Grande, 16 settembre 1943 – Rio de Janeiro, 7 maggio 2021), è stato un cantautore, compositore e chitarrista brasiliano.

## Biografia
Precursore del genere soul in Brasile, musicalmente influenzato da maestri del genere come Otis Redding e Stevie Wonder ma anche dai samba di Lupicinio Rodrigues, insieme al fratello Camarão e all'amico Amaro fondò la band Os Diagonais - che incise due album, nel 1969 e nel 1971 - per poi intraprendere una carriera da solista e comporre brani per altri artisti. Tra i pezzi da lui cantati, si devono citare  A Lua e Eu, Coleção e Primavera (Vai Chuva), noto anche nella versione eseguita da Tim Maia: inoltre egli scrisse Mister Samba per Alcione e Morena per Gilberto Gil.
Cassiano morì il 7 maggio 2021 a 77 anni per aritmia cardiaca presso l'ospedale Carlos Chagas di Rio de Janeiro, dove si trovava ricoverato da una settimana. Colpito in gioventù dalla tubercolosi, aveva sviluppato in seguito una broncopneumopatia cronica ostruttiva, che sin dall'esordio condizionò notevolmente le sue capacità vocali.

## Discografia

### Con Os Diagonais
- 1969 - Os Diagonais
- 1971 - Cada um na Sua

### Solista
- 1971 - Imagem e Som
- 1973 - Apresentamos nosso Cassiano
- 1976 - Cuban Soul
- 1991 - Cedo ou Tarde

### Raccolte
- 1998 - Velhos Camaradas - Tim Maia, Cassiano e Hyldon
- 2000 - Cassiano Coleção
- 2001 - Velhos Camaradas 2 - Tim Maia, Cassiano e Hyldon